# M5 (ミサイル)
M5はフランスが開発していた潜水艦発射弾道ミサイル(SLBM 仏 MSBS)。フランス海軍が運用しているM4を更新するものとして、1990年代に開発が行われていたが、冷戦終結による環境変化と資金的問題により開発は中止、漸進的な発展型であるM51の開発に移行した。

## 概要
フランスは、核戦力として潜水艦発射弾道ミサイルを重視しており、1970年代より戦略ミサイル原子力潜水艦を保持・運用してきた。SLBM及びその搭載核弾頭は継続的な改良・開発が行われており、M5は貫通能力を向上させた再突入体及び新型弾頭を有し、射程を11,000㎞に延伸した新型ミサイルとして1993年より本格開発が開始された。MIRVであり、搭載弾頭数もM4より増加させる。三段式の固定燃料ロケットであり、S3 IRBMの後継となる、陸上配備型の開発も検討されていた。
同時に、M4の改良型の開発も進められており、1996年には射程を5,000㎞から6,000㎞に延伸したM45が開発され、中間発展型として採用されている。
冷戦終結による環境変化と資金的問題により、1996年にM5の開発計画は中止され、M45と同じくTN 75核弾頭を最大6基搭載し、射程も8,000-10,000 km に縮小されたM51の開発へと移行した。計画が進捗していれば、ル・トリオンファン級原子力潜水艦(SNLE-NG)に16基搭載される予定であった。